# دونرسکیرخن
دونرسکیرخن (به آلمانی: Donnerskirchen) یک شهرستان در کشور اتریش است که در استان بورگن لاند واقع شده‌است.

## خصوصیات
دونرسکیرخن ۱٬۷۳۹ نفر جمعیت دارد.